# Mouvement Je vis pour la Krajina
Le Mouvement Je vis pour la Krajina (en serbe cyrillique : Покрет Живим за Крајину ; en serbe latin : Pokret Živim za Krajinu ; en abrégé : PŽK) est un parti politique serbe créé en 2006. Il a son siège à Zaječar et est présidé par Boško Ničić.
Il s'est donné comme mission de défendre les intérêts de la région de la Krajina.

## Activités électorales
Lors des élections législatives serbes de 2012, le mouvement participe à la coalition Régions unies de Serbie (URS) emmenée par Mlađan Dinkić, le président du parti G17 Plus,. Deux membres du mouvement, Ivan Joković et Rajko Stevanović, qui figurent sur la liste commune, sont élus députés à l'Assemblée nationale de la république de Serbie et sont inscrits au groupe parlementaire de l'URS,.